# Цзицзінь
23°38′10″ пн. ш. 115°10′40″ сх. д. / 23.63614° пн. ш. 115.17779° сх. д.
Цзицзінь (кит. 紫金县, пін. Zĭjīn Xiàn) — один із повітів КНРу складі префектури Хеюань, провінція Гуандун. Адміністративний центр — містечко Цзичен.

## Географія
Цзицзінь у середньому розташовується на висоті близько 145 метрів над рівнем моря, лежить на півдні префектури між гірськими хребтами Лофушань і Ляньхуашань.

### Клімат
Повіт знаходиться у зоні, котра характеризується вологим субтропічним кліматом. Найтепліший місяць — липень із середньою температурою 27,8 °C. Найхолодніший місяць — січень, із середньою температурою 12,5 °С.
| Клімат повіту Цзицзінь                             | Клімат повіту Цзицзінь | Клімат повіту Цзицзінь | Клімат повіту Цзицзінь | Клімат повіту Цзицзінь | Клімат повіту Цзицзінь | Клімат повіту Цзицзінь | Клімат повіту Цзицзінь | Клімат повіту Цзицзінь | Клімат повіту Цзицзінь | Клімат повіту Цзицзінь | Клімат повіту Цзицзінь | Клімат повіту Цзицзінь | Клімат повіту Цзицзінь |
| Показник                                           | Січ.                   | Лют.                   | Бер.                   | Квіт.                  | Трав.                  | Черв.                  | Лип.                   | Серп.                  | Вер.                   | Жовт.                  | Лист.                  | Груд.                  | Рік                    |
| Середній максимум, °C                              | 19,1                   | 20,5                   | 23,2                   | 26,9                   | 30                     | 31,8                   | 33,4                   | 33,1                   | 31,8                   | 29                     | 25,3                   | 20,5                   | 27,1                   |
| Середня температура, °C                            | 12,5                   | 14,6                   | 17,6                   | 21,7                   | 24,9                   | 26,8                   | 27,8                   | 27,5                   | 26,2                   | 22,8                   | 18,5                   | 13,8                   | 21,2                   |
| Середній мінімум, °C                               | 8,4                    | 10,7                   | 14                     | 18,1                   | 21,3                   | 23,5                   | 24,1                   | 24,1                   | 22,5                   | 18,5                   | 14,1                   | 9,5                    | 17,4                   |
| Норма опадів, мм                                   | 49                     | 58.3                   | 127.7                  | 197.4                  | 233.7                  | 315.2                  | 203                    | 238.3                  | 138.2                  | 45.8                   | 35.5                   | 40.5                   | 1682.6                 |
| Вологість повітря, %                               | 75                     | 78                     | 80                     | 81                     | 83                     | 84                     | 82                     | 83                     | 80                     | 75                     | 75                     | 74                     | 79                     |
| -------------------------------------------------- | ---------------------- | ---------------------- | ---------------------- | ---------------------- | ---------------------- | ---------------------- | ---------------------- | ---------------------- | ---------------------- | ---------------------- | ---------------------- | ---------------------- | ---------------------- |
| Джерело: Дані метеостанції №59304 (КНР, 1991-2020) |                        |                        |                        |                        |                        |                        |                        |                        |                        |                        |                        |                        |                        |